# Zeitschrift für Unternehmens- und Gesellschaftsrecht
Die Zeitschrift für Unternehmens- und Gesellschaftsrecht (ZGR) ist eine juristische Fachzeitschrift, die sechsmal jährlich im Verlag Walter de Gruyter erscheint. Sie wurde 1972 von Marcus Lutter und Herbert Wiedemann begründet und wird heute von Alfred Bergmann, Ingo Drescher, Holger Fleischer, Wulf Goette, Stephan Harbarth, Peter Hommelhoff, Gerd Krieger, Hanno Merkt, Christoph Teichmann, Jochen Vetter, Marc-Philippe Weller und Hartmut Wicke herausgegeben. Weitere Herausgeber waren u. a. Reinhard Goerdeler, Robert Fischer und Heribert Hirte. 
Das Unternehmens-, Gesellschafts- und Kapitalmarktrecht bilden die traditionellen Schwerpunkte der in der ZGR veröffentlichten Aufsätze. In den letzten Jahren haben aber auch internationale, vor allem europäische, und interdisziplinäre Aspekte an Bedeutung gewonnen. In unregelmäßigen Abständen werden zudem Sonderhefte veröffentlicht, die sich einem bestimmten aktuellen Thema widmen.
Die Druckauflage der ZGR beträgt 1400 Exemplare.

## Herausgeberstreit
Am 18. Juli 2018 berichtete die überregionale Presse, Stephan Harbarth, damaliger Bundestagsabgeordneter und aktueller Richter des Bundesverfassungsgerichts, werde als Mitherausgeber der angesehenen ZGR „in einen besonders erlauchten Kreis von Rechtsprofessoren aufgenommen“. Zuvor war der zusammen mit Harbarth für die CDU im Bundestag und im Rechtsausschuss sitzende, Kölner Abgeordnete und Hamburger Universitätsprofessor Heribert Hirte aus dem Kreis der Herausgeber der ZGR und des European Company and Financial Law Review ausgeschlossen worden. Über die tatsächlichen und rechtlichen Voraussetzungen dieses Ausschlusses wird bis heute vor Gericht gestritten.